# 小市胡同
小市胡同，是位于中国北京市西城区中部的一条胡同。

## 简介
小市胡同为南北走向，南到抄手胡同，北到头发胡同。全长100米，平均宽3米。这里原来有市场，主要开展木器交易，乃称小市或木器小市。1958年公私合营的西单木器厂便在这里组建。1965年北京市整顿地名，定名为小市胡同。